# Zona metropolitana de Nuevo Laredo-Laredo

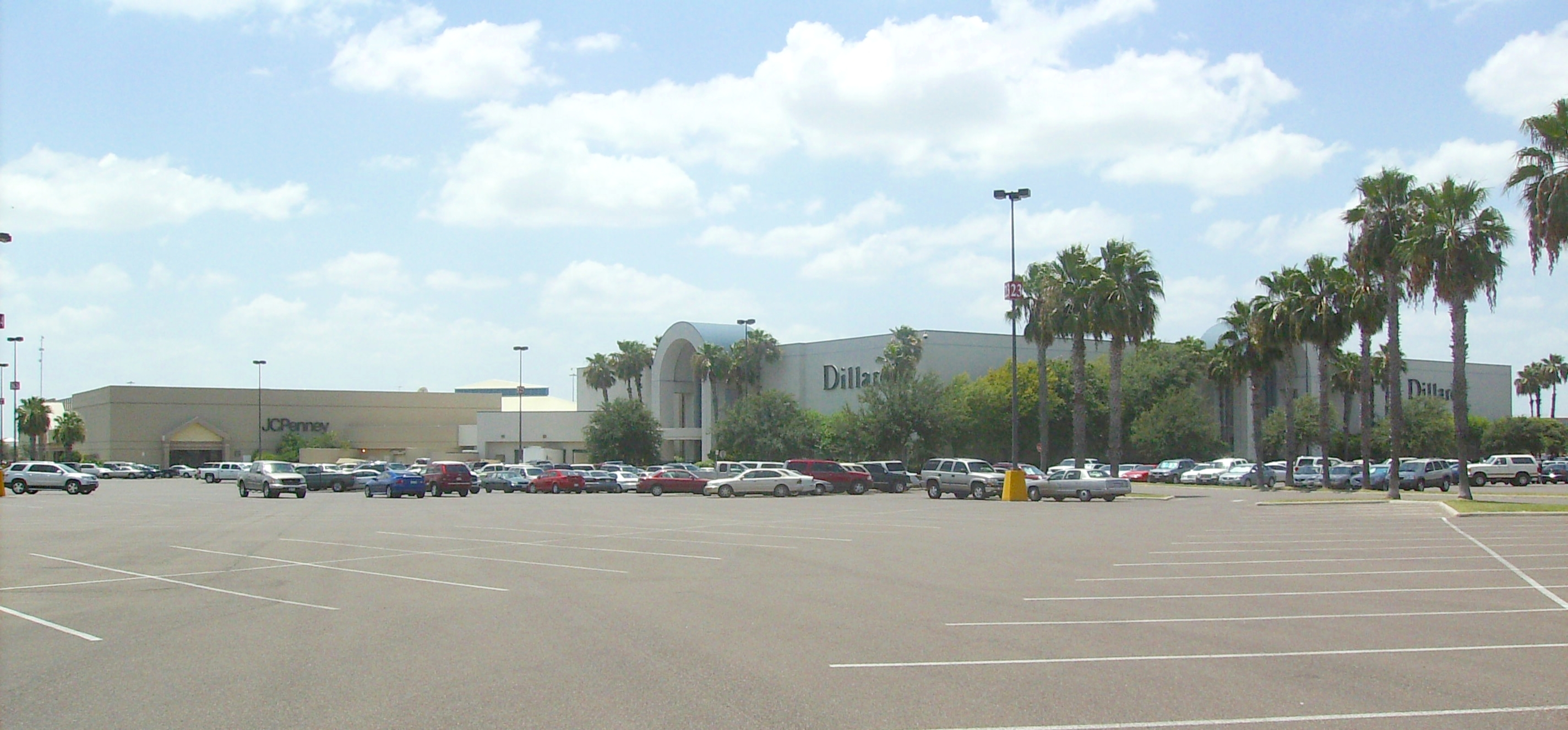
Centro comercial Mall del Norte

La Zona Metropolitana Nuevo Laredo–Laredo (ZMNL y USLRD) es una de seis áreas metropolitanas binacionales en la frontera entre México y los Estados Unidos. La ciudad Nuevo Laredo está situada en el estado mexicano de Tamaulipas al lado sur del Río Bravo mientras Laredo está situado al lado norte del río en el estado de Texas.
Esta zona metropolitana también es conocida como Los Dos Laredos o LareDOS. El área Nuevo Laredo-Laredo está unida por cuatro puentes internacionales para vehículos y un puente ferroviario.
El área se extiende sobre el municipio tamaulipeco de Nuevo Laredo con 425,058 y el condado texano de Webb con 267,114 habitantes. Todo este territorio comprende un total de 692,172 habitantes según el conteo de INEGI del 2020 y el censo de Estados Unidos del 2020.

## Poblaciones
La Zona Metropolitana de Nuevo Laredo-Laredo está formada por las siguientes poblaciones:

### Zona Conurbada
- Nuevo Laredo: 425,058
- Laredo: 255,205[3]

### Localidades
- Río Bravo: 4,608
- Cactus: 3,235
- El Cenizo: 3,092

## Historia

Laredo en 1895

Laredo fue fundado en 1755 bajo el nombre Villa de San Agustín de Laredo, en lo que entonces era una provincia Novohispana de Nuevo Santander. Villa de San Agustín de Laredo fue nombrada en honor de Laredo, Cantabria, España y en honor del San Agustín de Hipona. En 1840, Laredo fue la capital de la República del Río Grande, instalada como rebelión a la dictadura de Antonio López de Santa Anna, regresó a ser territorio Mexicano por fuerza militar. Sin embargo, fue después de la Intervención estadounidense en México en la que el país cedió parte de territorio a cambio de un tratado de paz; tras establecerse en el Tratado de Guadalupe Hidalgo, el Río Bravo como la nueva frontera internacional, que esta población se convirtió en territorio estadounidense. Un referéndum fue tomado en la ciudad, que votó de forma aplastante para solicitar el gobierno militar estadounidense a cargo del área para volver la ciudad a México. Sin embargo, esta petición fue rechazada, y los pobladores que se negaron a ser anexados a territorio estadounidense, y desearon seguir siendo mexicanos, cruzaron el Río al margen Sur y fundaron lo que hoy es la norteña ciudad de Nuevo Laredo, Tamaulipas.

## Economía

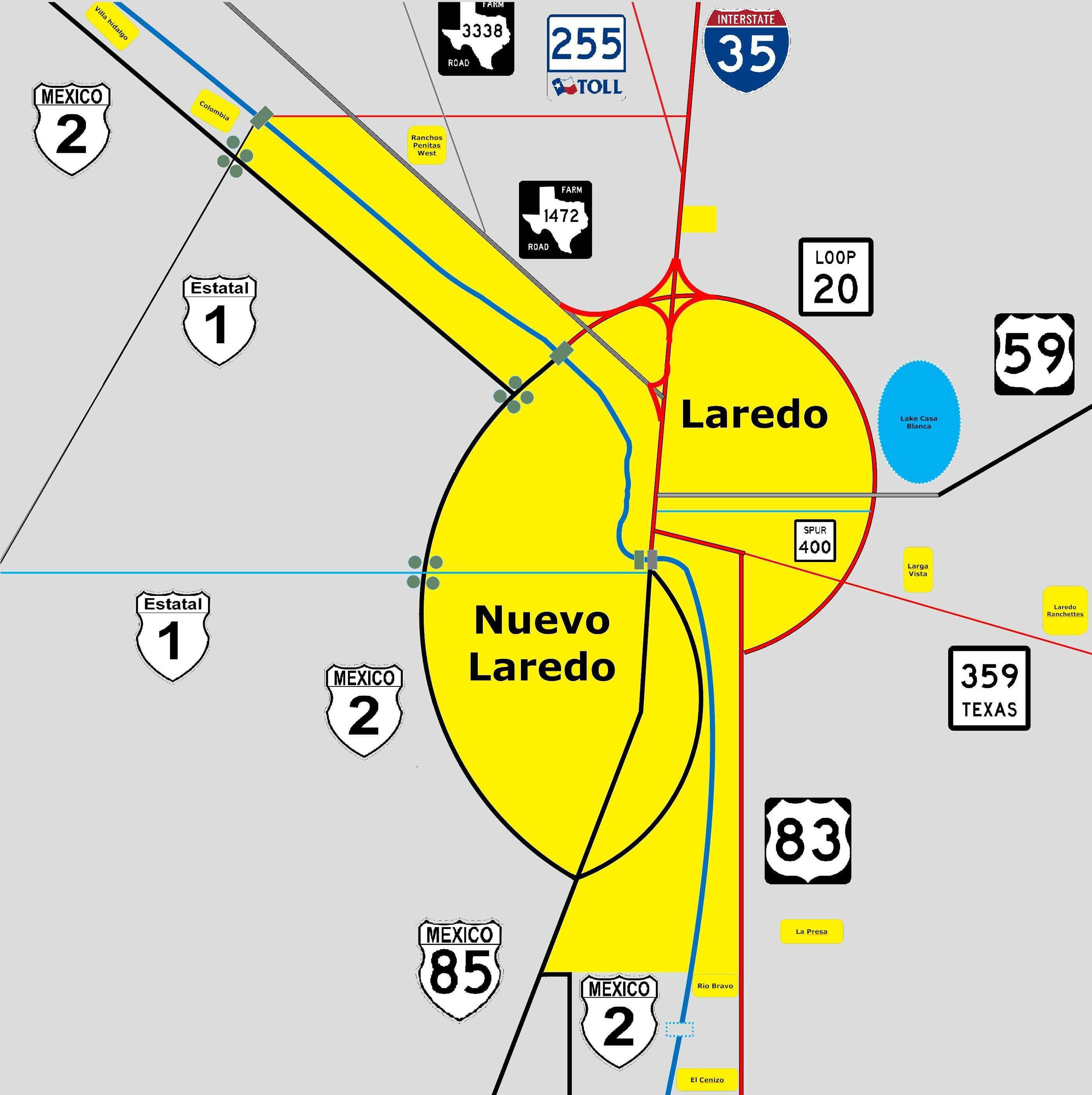
mapa de la rea metropolitana de Laredo-Nuevo Laredo.

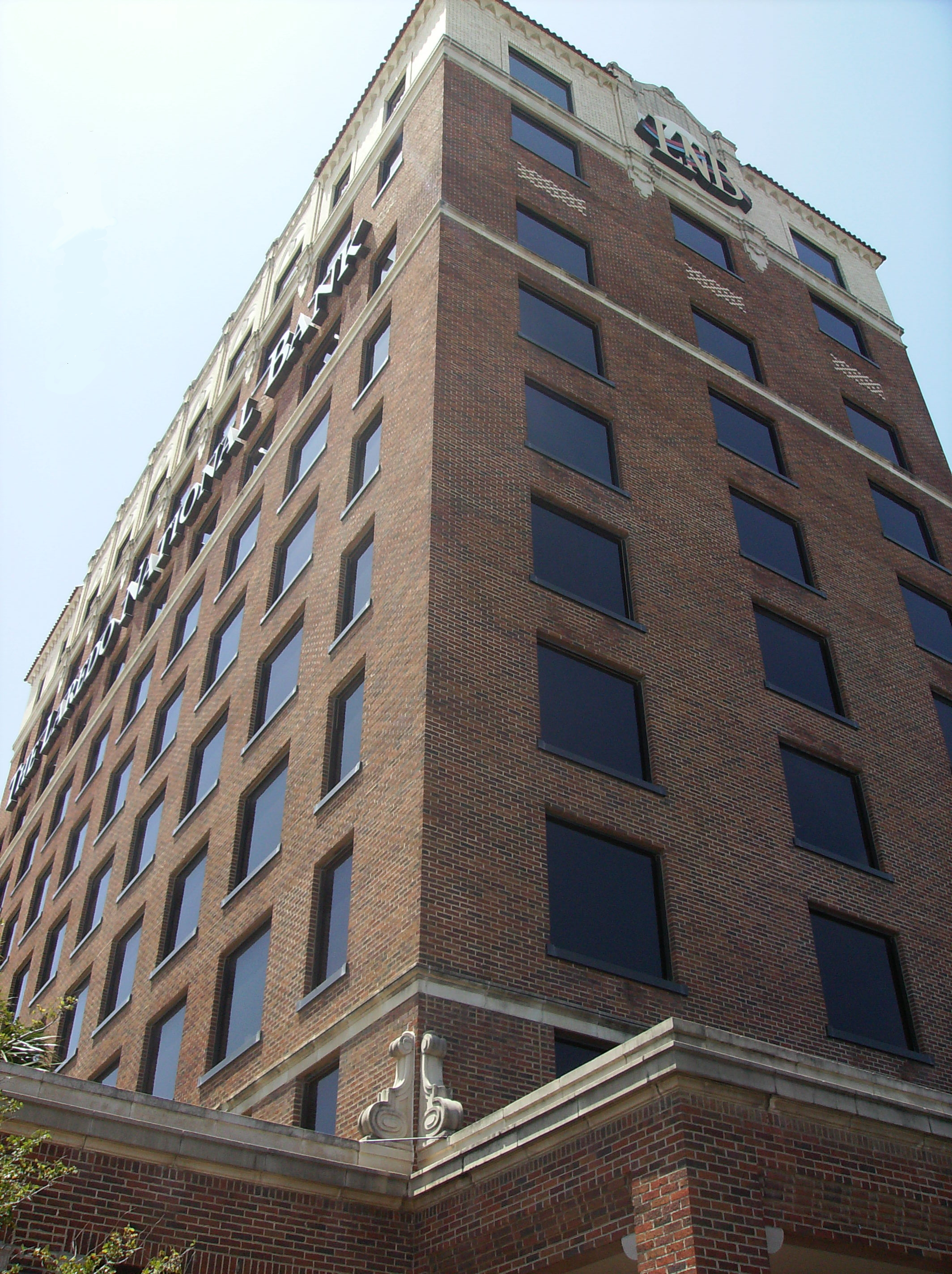
El Banco Nacional de Laredo es una de las 10 instituciones financieras más grandes del estado de Texas.

Más del 36% del total de la actividad de Comercio Internacional de México hacia el exterior y el 47% del total del Comercio Internacional de Estados Unidos hacia el exterior, cruza por esta área, Es por ello que la economía esta área gira en torno a la importación y exportación comercial e industrial entre México y Estados Unidos.
El puerto terrestre de Nuevo Laredo-Laredo cuenta en el año 2006 con cinco puentes internacionales sobre el río Bravo:
- Puente Internacional Portal a las Américas (Puente #1), para peatones y vehículos (Temporalmente cerrado para el cruce de vehículos, debido a remodelación y modernización de las oficinas del lado americano, durante un periodo de entre 18 a 20 meses, comenzando el mes de abril de 2016).
- Puente Internacional Juárez-Lincoln (Puente #2), para autobuses de pasajeros y vehículos ligeros solamente.
- Puente Internacional Comercio Mundial, (Puente #3 para Nuevo Laredo y Puente #4 para Laredo), dedicado exclusivamente a vehículos de transporte de mercancías.
- Puente Internacional Negro, para transporte ferrocarrilero.

La ciudad de Nuevo Laredo cuenta con un aeropuerto llamado Aeropuerto Internacional Quetzalcóatl que tiene vuelos diarios directos a Ciudad de México y Laredo cuenta con el Aeropuerto Internacional de Laredo que tiene vuelos diarios directos a Dallas, Houston y Las Vegas. Además estos aeropuertos manejan mercancía para exportación al país vecino.